# Trafic sexuel au Cambodge

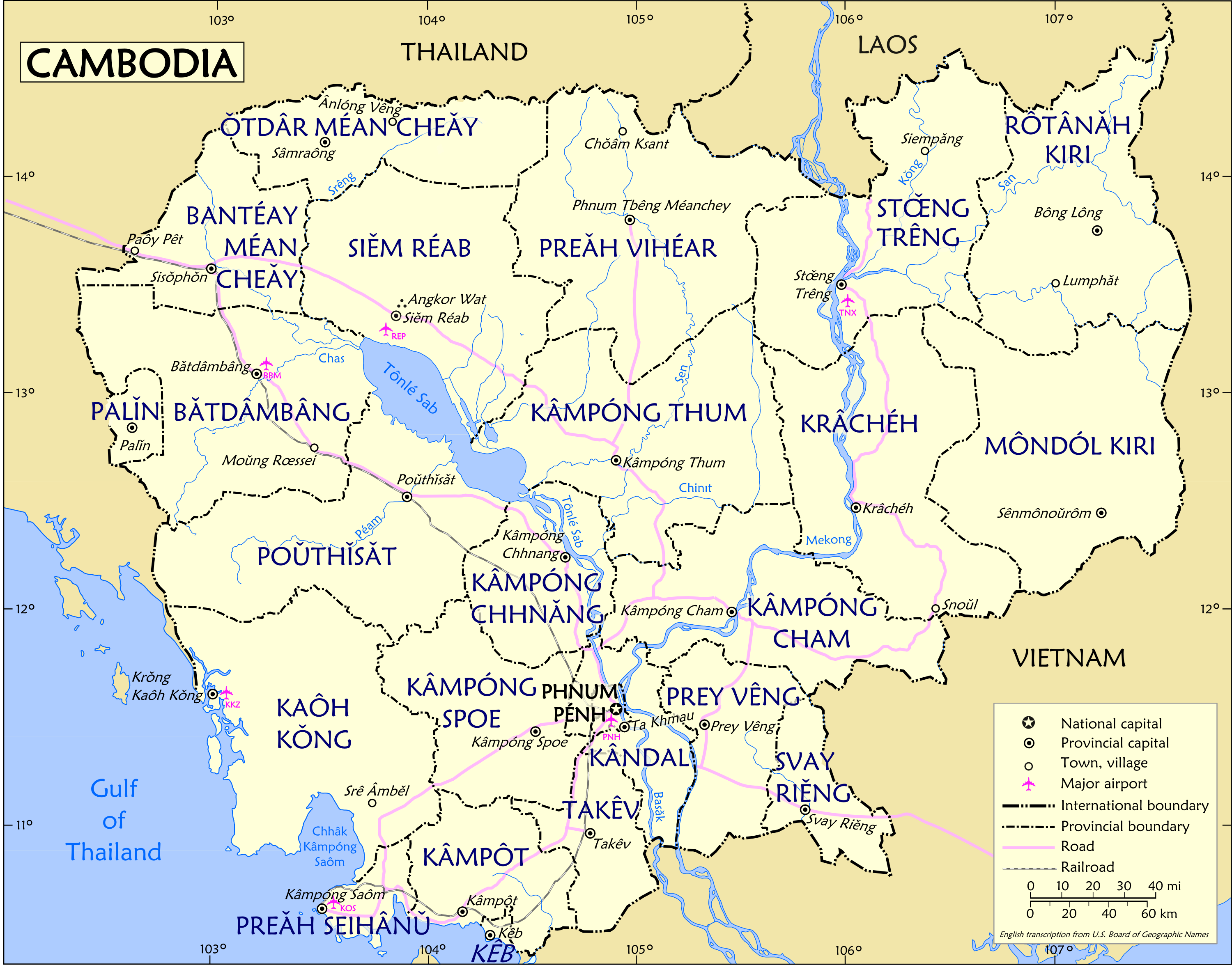
Les femmes et les filles sont victimes de la traite à l'intérieur et à l'extérieur de toutes les provinces du Cambodge. Elles sont violées et blessées physiquement et psychologiquement dans des maisons closes, des maisons, des hôtels et d'autres endroits dans ces divisions administratives.

Le trafic sexuel au Cambodge est la traite des êtres humains à des fins d'exploitation sexuelle et d'esclavage qui se produit dans le Royaume du Cambodge. Le Cambodge est un pays d'origine, de destination et de transit pour les personnes victimes de la traite sexuelle.
Les victimes du trafic sexuel dans le pays sont de tous les groupes ethniques au Cambodge et étrangers. Les citoyens cambodgiens, principalement des femmes et des filles, sont victimes de trafic sexuel dans le pays et dans le monde,. Elles sont menacées et contraintes à la prostitution, aux mariages et/ou aux grossesses. Les victimes de la traite sexuelle subissent des traumatismes physiques et psychologiques. Certaines sont torturées et assassinées.
Le trafic et l'exploitation sexuels se produisent à tous les niveaux de la société cambodgienne. Les auteurs de violences masculines et féminines au Cambodge viennent d'horizons divers. Un certain nombre de trafiquants sont membres de gangs ou facilités par ceux-ci. Des pédophiles se rendent au Cambodge pour le tourisme sexuel,. L'étendue du trafic sexuel au Cambodge n'est pas connue en raison du manque de données, de la nature souterraine des crimes de trafic sexuel,, et d'autres facteurs. Les initiatives de lutte contre le trafic sexuel sont entravées par la corruption, l'apathie, les problèmes de gestion des frontières, les institutions sociales fracturées, la faiblesse de l'application de la loi, etc,. L'UNICEF déclare qu'environ 37 % des victimes de la traite à des fins d'exploitation sexuelle au Cambodge sont des enfants.

## Victimes
Des femmes et des filles cambodgiennes sont victimes de trafic sexuel en Chine, à Hong Kong, au Viêt Nam, au Japon,, et d'autres pays à travers le monde. Elles sont contraintes à des mariages forcés, ou à travailler dans des maisons closes, y compris dans des faux salons de massage et des bars karaoké, et effectuent travail forcés dans les foyers ou dans les fermes. Beaucoup sont attachées ou enfermées dans des pièces sombres sans toilettes et maltraitées.
De nombreuses victimes de la traite sont emmenées dans des hôtels, qui sont plus difficiles à détecter que les maisons closes. Les survivantes se souviennent avoir été terrifiées et pleurer souvent. Certaines tentent de se suicider. De nombreuses victimes sont droguées. Les victimes sont parfois contraintes par les trafiquants d'obtenir des certificats de virginité dans les hôpitaux. Les femmes et filles qui sont issues de familles en situation de pauvreté et qui manquent d'éducation, ainsi que les enfants et les minorités, sont vulnérables au trafic sexuel.

## Auteurs
Les trafiquants font souvent partie de gangs. Les agresseurs sont parfois les membres de la famille des victimes, des voisins ou des amis,,.

## Prostitution forcée en ligne
Il y a une augmentation de la prostitution en ligne et du trafic de cybersexe au Cambodge au 21e siècle. La propagation mondiale de l'Internet haut débit et l'augmentation de la possession d'ordinateurs, de tablettes et de téléphones alimentent les abus sexuels en ligne. Certaines femmes et filles victimes de la traite sexuelle au Cambodge sont obligées de partager de la pornographie en direct et des webcams sur des sites du dark web,.

## Lutte contre le trafic sexuel
Le gouvernement prend certaines initiatives pour réduire le trafic sexuel, mais celles-ci sont insuffisantes.

## Corruption
La corruption et l'impunité entravent les efforts de lutte contre le trafic sexuel au Cambodge. Certains fonctionnaires et policiers travaillant avec des trafiquants.

## Organisations non-gouvernementales
Friends-International  et Agape International Missions (AIM) mènent des efforts de lutte contre le trafic sexuel au Cambodge. L'AIM possède sa propre équipe interventions pour mener des opérations dans les maisons closes, et travaille aux côtés de la police cambodgienne pour capturer les trafiquants et secourir les filles. Parmi les autres organisations luttant contre le trafic sexuel figurent l'Organisation internationale pour les migrations, APLE Cambodge, International Justice Mission et Chab Dai Cambodge.